# Suite voor cello en piano (Saint-Saëns)
De Suite voor cello en piano, opus 16 is een compositie van de Franse componist Camille Saint-Saëns. Hij schreef het werk in 1862.
De suite bestaat uit vijf delen:
1. Prélude: Moderato assai in D majeur
2. Sérénade: Andantino in g mineur
3. Scherzo: Allegro grazioso Es majeur
4. Romance: Adagio E majeur
5. Finale: Allegro con brio in d mineur

Later zou de suite een alternatieve versie krijgen waarbij de cello begeleid wordt door orkest.

## De suite
De Prélude in D majeur is wat gelijkend qua sfeer aan de préludes uit Bachs cellosuites, echter met een delicate begeleiden door de piano.
De Sérénade in g mineur roept in haar melodieën en context een Spaanse sfeer op.
Het Scherzo in Es majeur heeft de muzikale ambiance van een wals welke in intensiteit toeneemt alvorens het Scherzo verwordt tot een kalmer stuk.
Een oploop naar E majeur geldt voor de Romance. Het stuk wordt steeds intenser totdat de piano het hoofdthema weer tot zich neemt.
De Finale begint met een meer inleidende passage welke wordt gevolgd door een fuga, hoofdzakelijk verwoord door de cello. De finale laat Saint Saens beheersing van het contrapunt duidelijk zien. Het golvende thema uit de Prélude komt terug, waarna het hoofdthema van de finale de suite afsluit.